# Carneades personata
Carneades personata är en skalbaggsart som beskrevs av Bates 1881. Carneades personata ingår i släktet Carneades och familjen långhorningar. Inga underarter finns listade.